# Willem den Ouden

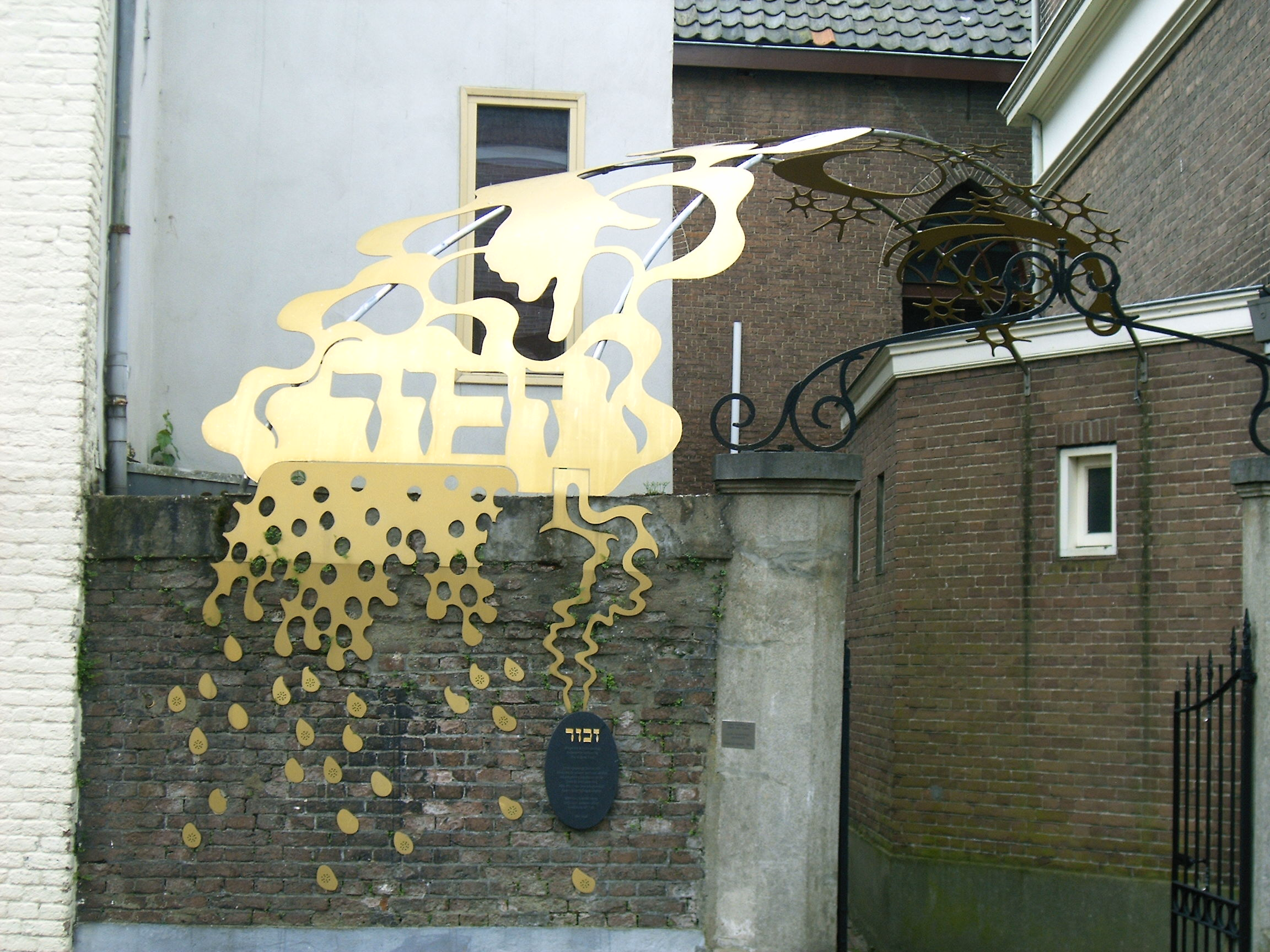
Joods monument (1996), Willem den Ouden en Johan Goedhart, Sint Agnietenstraat, Tiel

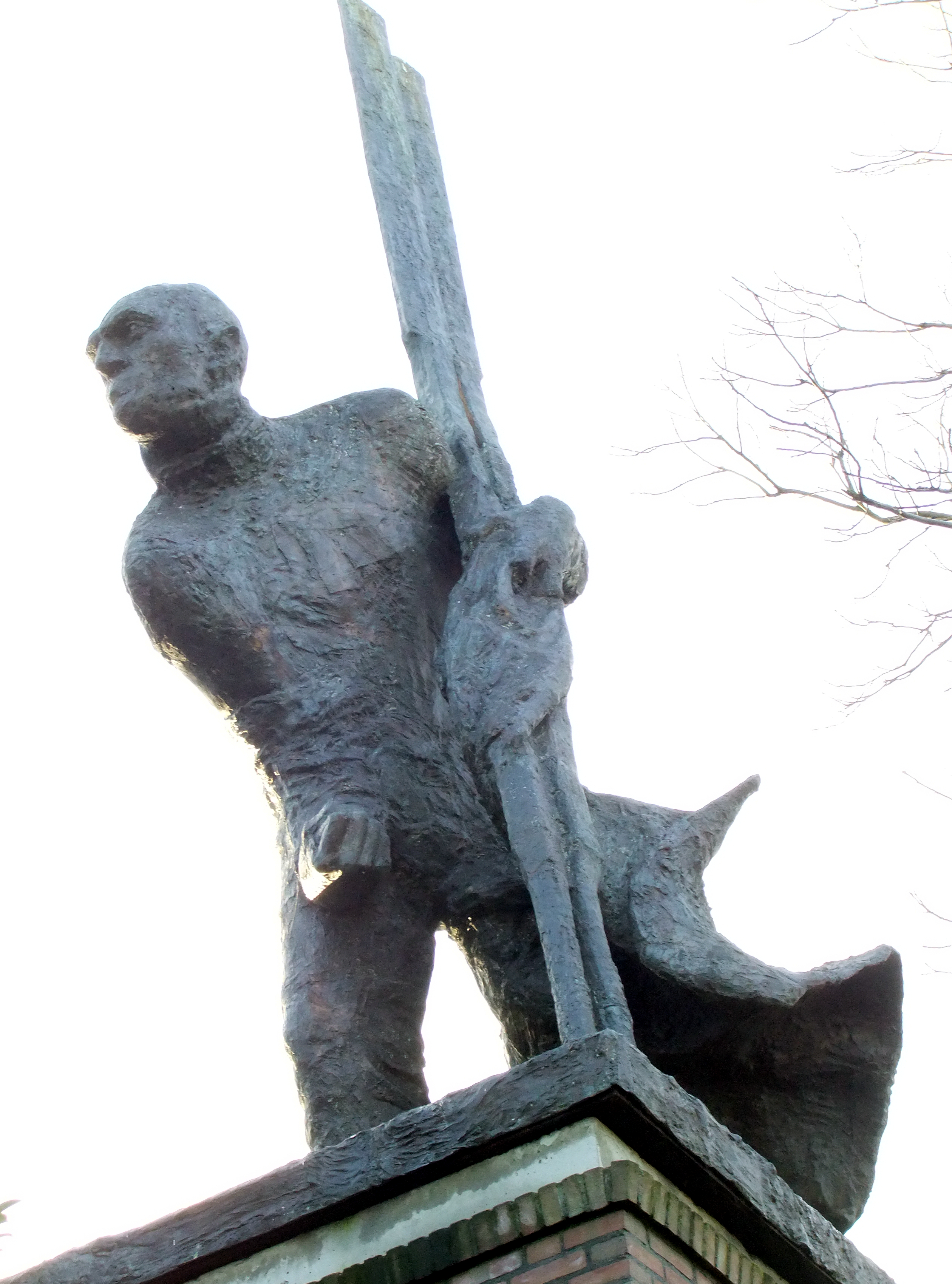
De Roeier (1995), Willem den Ouden en Willem van Toorn (tekst), Waalbandijk, Zennewijnen

Willem den Ouden (Haarlem, 18 maart 1928 – Varik, 21 april 2025) was een Nederlandse schilder, graficus, tekenaar en (incidenteel) beeldhouwer. 

## Leven en werk
Willem den Ouden volgde zijn opleiding in de jaren vijftig aan de Rijksakademie van beeldende kunsten in Amsterdam, waar hij later, van begin jaren zestig tot begin jaren tachtig, zelf docent figuurtekenen was. In 1967 vestigde hij zich met zijn echtgenote, de schilderes en aquareliste Ferry Alink (1937-2013), in Varik, een dorp aan de Waal. Hij was een van de grondleggers van de Stichting Vrienden van de Oude Toren te Varik.
Verknocht als Den Ouden was aan het Waallandschap en de uiterwaarden, verzette hij zich tussen 1986 en 1995 in kunstmanifestaties en media-optredens tegen de dijkverzwaringsplannen van Rijkswaterstaat, die hij te rigoureus vond: de versterking van de Waaldijk kon in zijn ogen veel subtieler worden uitgevoerd. Aanvankelijk kreeg hij veel bijval, maar na de hoge waterstanden van 1995 keerde de stemming zich tegen hem en werd hij bedreigd en zelfs beschoten. Sindsdien schilderde Den Ouden niet meer direct langs de rivier, maar vanaf het grote balkon van het Veerhuis, het voormalige woonhuis en atelier van zijn vriend de kunstenaar Pieter Kooistra dat uitzicht had over de Waal. De rivier in de verte, de wolkenluchten en de zon werden zijn voornaamste onderwerp. Vanaf 1999 maakte hij elke zomer tekeningen en schilderijen van de lucht en het land, die hij in de winter in zijn atelier uitwerkte tot een of twee grote olieverfschilderijen. Vanaf 2011 werkte hij vanwege zijn fysieke conditie niet meer in het landschap en legde hij zich helemaal toe op het schilderen van (zelf)portretten in zijn atelier.
Den Ouden overleed in april 2025 op 97-jarige leeftijd.

## Waardering
- In 1986 werd aan Den Ouden de Jeanne Oosting Prijs toegekend.
- In 1958 ontving Den Ouden de Koninklijke Prijs voor Vrije Schilderkunst.
- In 1990 ontving Den Ouden de Gelderland Grafiekprijs van Stichting Signature.[8]

## Collectie
Zijn werk bevindt zich in particuliere en museale collecties. Het Rijksmuseum in Amsterdam verwierf een representatieve groep werken op papier van hem: een keuze uit zijn tekeningen, aquarellen, etsen en litho’s van de jaren vijftig tot 2008. Ruime keuzes uit zijn grafische werk bevinden zich ook in Museum het Rembrandthuis in Amsterdam en Museum Schloss Moyland in Bedburg-Hau (Duitsland). Museum Het Valkhof in Nijmegen heeft Den Oudens grafiek compleet. In het Stedelijk Museum en het Stadsarchief in Amsterdam zijn aquarellen van Den Ouden uit de jaren vijftig en zestig. Het Dordrechts Museum bezit enkele tekeningen uit de jaren tachtig. Olieverfschilderijen van Den Ouden zijn te zien in onder meer Museum het Valkhof, Museum Schloss Moyland en het Museum Henriette Polak in Zutphen.

## Exposities
Ter gelegenheid van het verschijnen van het boek Leven en werk van Willem den Ouden waren er in 2003 exposities van het werk van Willem den Ouden in het Rembrandthuis (Amsterdam), Museum Het Valkhof (Nijmegen) en Teylers Museum (Haarlem). In 2004 exposeerde Den Ouden in Museum Schloss Moyland in Bedburg-Hau. In de Waalgalerie in Tiel is sinds 2014 een permanente presentatie te zien van werk van Den Ouden en zijn echtgenote, die wordt beheerd door de in 2004 opgerichte Willem den Oudenstichting. In het voorjaar van 2018, bij gelegenheid van Den Oudens negentigste verjaardag, exposeerde het Stedelijk Museum Kampen zijn 'laatste grote rivierlandschappen' en Museum Henriette Polak in Zutphen een keuze uit zijn portretten. Bij de laatste tentoonstelling verscheen het boek De portretten van Willem den Ouden.